# Pallottolino si diverte
Pallottolino si diverte (Bout-de-Zan s'amuse) è un cortometraggio muto del 1913 diretto da Louis Feuillade.

## Trama
I grandi hanno organizzato una serata insieme mentre i bambini prendono cappotti e cappelli e si fingono adulti.

## Produzione
Il film fu prodotto dalla Société des Etablissements L. Gaumont.

## Distribuzione
Distribuito dalla Société des Etablissements L. Gaumont, uscì nelle sale cinematografiche francesi il 5 dicembre 1913.